# أولاد الشيخ (أولاد ستوت)
أولاد الشيخ هي إحدى مشيخات المملكة المغربية، تتبع جغرافيا لإقليم الناظور وإداريًا لأولاد ستوت. يقدر عدد سكانها بـ 12703 نسمة حسب الإحصاء الرسمي للسكان والسكنى لسنة 2004.